# Небова
Небова (словен. Nebova) — поселення в общині Марибор, Подравський регіон‎, Словенія.